# Festuca summilusitana
Festuca summilusitana — вид рослин із родини злакових (Poaceae).

## Біоморфологічна характеристика
Багаторічник. Стебла прямовисні 18–57 см завдовжки. Бічні гілки відсутні. Листові піхви на більшій частині довжини трубчасті. Язичок 0.2–0.25 мм завдовжки. Листові пластинки ниткоподібні, 7–29 см × 2 мм. Поверхня листкової пластинки запушена. Верхівка листкової пластинки гостра. Суцвіття — скорочена ланцетна завдовжки 3.5–10 см волоть, що складається з 12–34 плідних колосочків. Первинні гілки волоті прості. Колосочки складаються з 4–7 плідних квіточок, зі зменшеними квіточками на верхівці. Колосочки еліптичні, стиснуті збоку, завдовжки 5–9 мм; розпадаються у зрілості, розчленовуючись під кожною родючою квіточкою. Колоскові луски стійкі, несхожі; нижня ланцетна, 2–4 мм завдовжки, 0.7–0.8 від довжини верхньої, без кіля, 1-прожилкова, верхівка гостра; верхня луска ланцетна чи яйцювата, завдовжки 3–5 мм, 0.75–0.8 довжини суміжної фертильної леми, без кіля, 3-прожилкова, верхівка гостра. Родюча лема ланцетна чи довгаста, завдовжки 4–7 мм, без кіля, 5-прожилкова, вершина гостра, з 1 остюком. Палея довгаста, 3.5–5.5 мм завдовжки, 2-прожилкова. Пиляків 3, 1.6–3.6 мм завдовжки. Довжина зернівки 2.8-3.5 мм.

## Середовище проживання
Ендемік Іберії (Іспанія, Португалія). Він росте на іберійських крем'янистих луках Festuca indigesta та на високогірних луках на кислих ґрунтах; на висотах 675–1985 метрів.